# Halothamnus cinerascens
Halothamnus cinerascens är en amarantväxtart som först beskrevs av Horace Bénédict Alfred Moquin-Tandon, och fick sitt nu gällande namn av Kothe-heinr. Halothamnus cinerascens ingår i släktet Halothamnus och familjen amarantväxter.

## Underarter
Arten delas in i följande underarter:
- H. c. cinerascens
- H. c. vestitus
- H. c. hispidulus